# Saint-Jean-Lespinasse
Saint-Jean-Lespinasse település Franciaországban, Lot megyében. Lakosainak száma 411 fő (2022. január 1.). Saint-Jean-Lespinasse Belmont-Bretenoux, Saint-Céré, Saint-Médard-de-Presque, Saint-Michel-Loubéjou és Saint-Jean-Lagineste községekkel határos.

## Népesség
A település népessége az elmúlt években az alábbi módon változott:
| Lakosok száma | 227  | 263  | 329  | 380  | 407  | 391  | 393  | 404  | 405  | 411  |
|               | 1968 | 1982 | 1990 | 2006 | 2013 | 2015 | 2017 | 2019 | 2020 | 2022 |